# Kinneff
Kinneff est un hameau situé dans l'Aberdeenshire en Écosse.

## Géographie
Kinneff se situe sur la rive de la mer du Nord, entre Inverbervie, au sud, et le village de Catterline, au nord, à 32 kilomètres au sud d'Aberdeen.

## Histoire
Le village est demeuré célèbre pour sa vieille église, qui, de 1652 à 1660, pendant le régime du Commonwealth d'Angleterre, a abrité les regalia d'Écosse afin de les soustraire à l'armée de Cromwell. Conservés au château de Dunnottar assiégé, ils sont sauvés par Mrs Grainger, épouse du pasteur de Kinneff, qui les dépose en secret sous le dallage de son église.